# Четвёртая власть

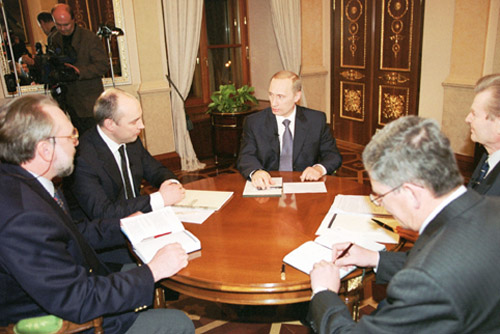
2002, Владимир Путин и главные редакторы газет «Известия» и «Московский комсомолец»

Четвёртая власть (англ. Fourth Estate) — эпитет для отсылки к журналистике; словосочетание, определяющее и сами СМИ, и их влияние в социуме. Утверждается, что «журналисты обладают большой властью в обществе»:

И осознание этой власти должно сочетаться со скромностью и чувством долга перед читателем. Во все времена они добивались признания благодаря высокому уровню точности и беспристрастности, а также благодаря соблюдению ими правил честной игры. (из книги «Справочник для журналистов стран Центральной и Восточной Европы»)

Первой, второй и третьей властями являются, соответственно, законодательная, исполнительная и судебная ветви власти. Англоязычный же термин — англ. Fourth Estate, дословно означающий «четвёртое сословие», является намёком на три сословия европейского средневековья — дворянство, духовенство и простой люд.
Термин «четвёртая власть» является лирическим и отражает лишь огромное влияние СМИ на общество. При этом СМИ не имеют реальной власти, так как не имеют законного права насильно принуждать к совершению какого-либо действия, например, к уплате штрафа.

## История

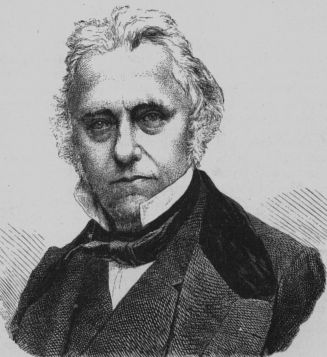
Лорд Маколей

Термин впервые употребил Томас Карлейль. Иногда авторство приписывают Жан-Жаку Руссо. Первое печатное упоминание в современном смысле — Томасу Маколею. Оскар Уайльд упоминал «журнализм» в данном значении.
Кандидат философских наук, старший научный сотрудник кафедры социологии коммуникативных систем социологического факультета МГУ имени М. В. Ломоносова Т. В. Науменко в работе «Четвёртая власть как социологическая категория» писала:

Воздействуя посредством массовой информации на общественное мнение как состояние массового сознания, массовые коммуникации способствуют тем самым наилучшей реализации целей субъектов социальных интересов. Этот факт послужил основанием возникновения термина «четвёртая власть», наделяющего массовые коммуникации некими особыми властными полномочиями.

В СССР термин употреблялся исключительно в отношении западной периодики, поскольку в советской государственно-правовой системе не было буржуазного принципа разделения властей. Впервые применительно к отечественной журналистике данное словосочетание употребил Евгений Додолев в газетах «Московский комсомолец» и «Московская правда» в 1986 году (в публикациях о таком явлении как гласность).

## Концептуальное
Т. В. Науменко высказывает мнение, что журналистика является четвёртой властью (если гипотетически предположить, что таковая возможна) тогда и только тогда, когда она не является самой собой.
В контексте глобализации некоторые эксперты называют власть прессы первой, а не четвёртой.

## Альтернативные значения

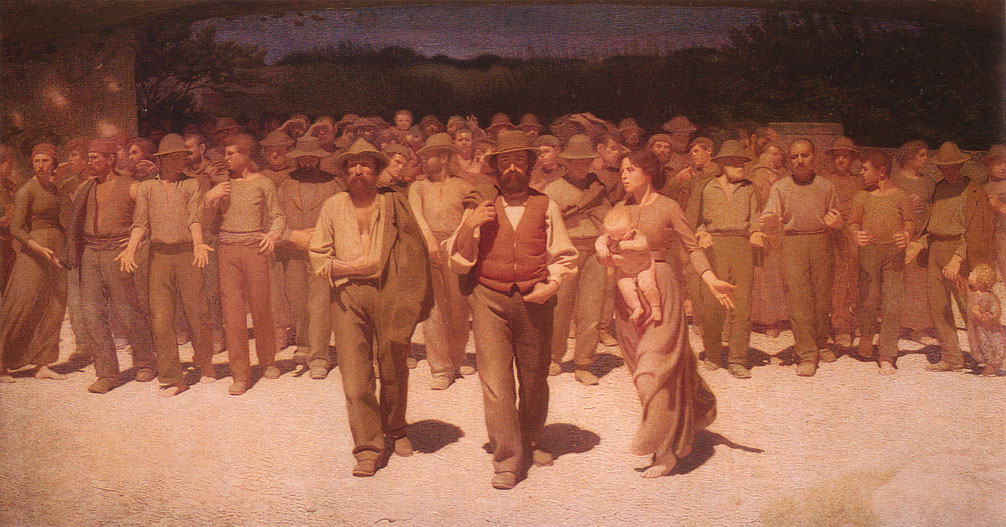
Il quarto stato (1901): марш туринских забастовщиков

- В России четвёртой властью называют также Прокуратуру — в первую очередь Прокуратуру России.
- Словосочетание часто применялось и по отношению к пролетариату[8]. В Италии термин «Четвёртая власть» (Il quarto stato) журналисты употребляли[9], описывая масштабные пролетарские манифестации и забастовки на севере страны (Милан, Турин) в начале прошлого века[10].
- Елена Блаватская под четвёртой понимала власть расы атлантов.
- В парламентских дебатах 1789 года британский парламентарий, полемизируя с Уильямом Питтом (в ту пору — министром) упомянул королеву как «четвёртую власть»[11].

## Книги, кино, передачи
- «Четвёртая власть» — передача канала РЕН ТВ, посвящённая телевидению (автор и ведущая Мария Слоним).
- «Четвёртая власть[фр.]» («Le 4ème pouvoir» — «Четвёртая сила», в отечественном кинопрокате, 1988[12]) — французский кинофильм Сержа Леруа[фр.] 1985 года, с Филиппом Нуаре и Николь Гарсиа в главных ролях. Психологическая драма о похищении репортёра[13].
- «Четвёртая власть» («Die vierte Macht») — немецкий кинофильм 2012 года. Триллер о немецком журналисте и чеченских террористах в Москве.
- «Четвёртая власть» — документальный фильм известного журналиста Аркадия Мамонтова, показанный на телеканале «Россия-1» 26 января 2016 года[14][15].